# Мендзилесь (Венґровський повіт)
Мендзилесь (пол. Międzyleś) — село в Польщі, у гміні Медзна Венґровського повіту Мазовецького воєводства.
Населення — 376 осіб (2011).
У 1975-1998 роках село належало до Седлецького воєводства.

## Демографія
Демографічна структура станом на 31 березня 2011 року:
|          | Загалом | Допрацездатний вік | Працездатний вік | Постпрацездатний вік |
| -------- | ------- | ------------------ | ---------------- | -------------------- |
| Чоловіки | 193     | 37                 | 131              | 25                   |
| Жінки    | 183     | 35                 | 100              | 48                   |
| Разом    | 376     | 72                 | 231              | 73                   |